# Nebbiolo
La nebbiolo és un cep de raïm negre originari del Piemont (Itàlia). Els raïms són de mida mitjana, amb forma alada i força compactes. Les baies són rodones, de color morat i de pell prima i dura. La fulla és de mida mitjana i pentagonal.

## Ampelografia
És una varietat de cicle llarg, de brotada primerenca (principis d'abril) i maduració molt tardorenca (finals d'octubre), vigorosa i productiva.
Està catalogada amb el número 8.417 al Vitis International Variety Catalogue (VIVC), una base de dades de diverses espècies i varietats del gènere Vitis.

## Característiques agronòmiques
És una planta molt exigent amb la composició dels sòls, preferint les margues calcàries com les que es troben al nord i al sud del municipi d'Alba, a la dreta del riu Tanaro. En ser una varietat de cicle llarg, dona els millor resultats en turons orientats al sud i al sud-oest, orientacions amb més hores de sol.

## Característiques enològiques
Els vins elaborats amb nebbiolo tenen molt bona acidesa i tannicitat, bon cos i graduació alcohòlica elevada. És un raïm adequat per elaborar vins de criança. En nas destaquen les seves aromes florals (pètals de rosa), afruitades (cireres i gerds) i especiades (clau i anís) sobre un lleuger fons animal (pell). En boca són rodons i molt afruitats. En anys freds s'obtenen aromes més herbàcies.

## Història

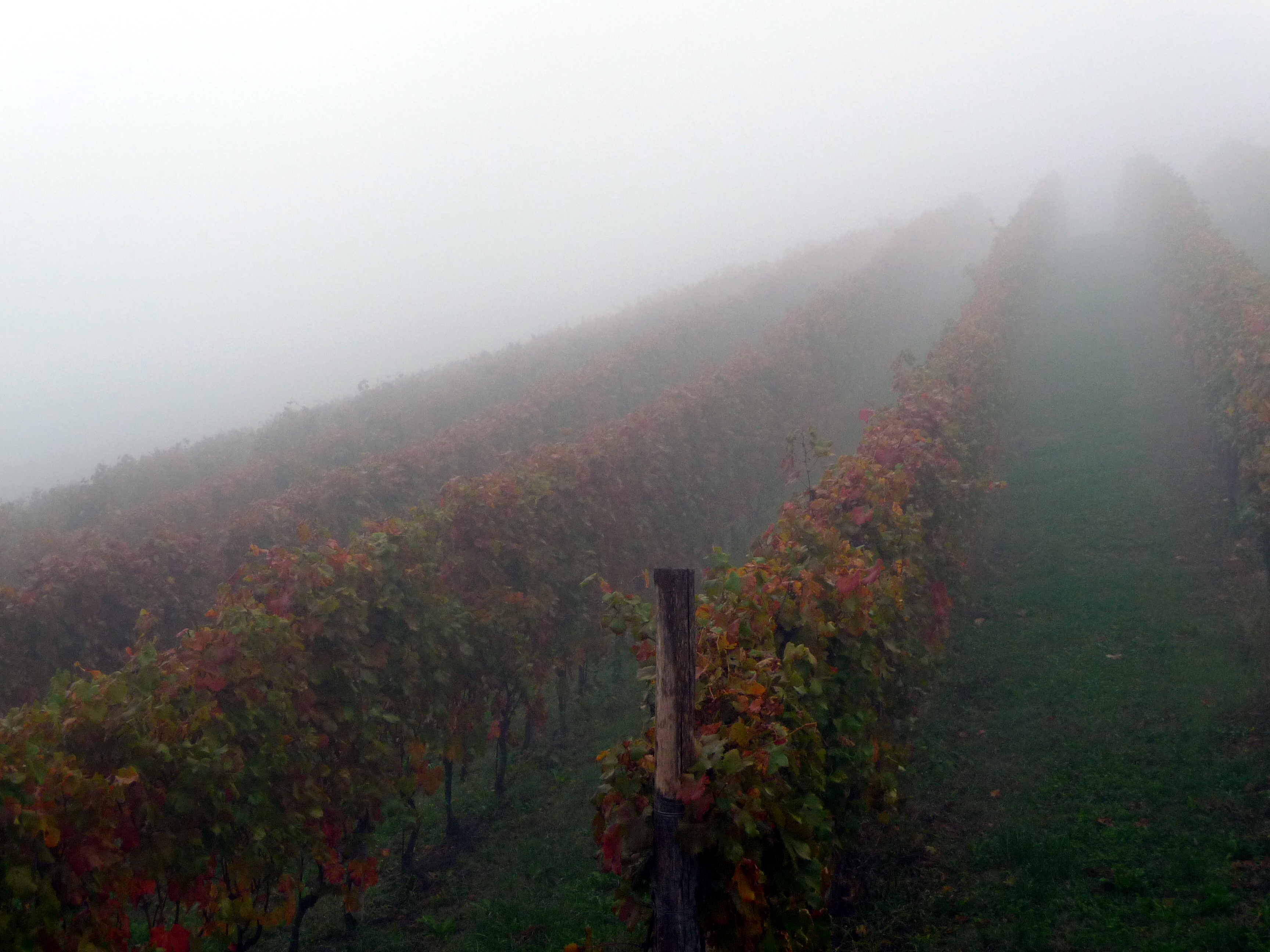
Boira a una vinya del Langhe (Piemont)

La primera referència escrita de la varietat és del 1266 en un document de l'Archivio di Stato di Torino, on el raïm Nibiol apareix en una compravenda del castlà de Rivoli.
El nom prové de nebbia, boira en italià, però no és clar si és per l'aspecte del raïm, fosc però cobert per una singular capa cerosa que pot recordar a la boira, o a causa de la maduració tan tardana de la varietat, que sovint fa coincidir la verema amb el període de boires tardorals tan freqüents a la zona.

## Sinonímies
Chiavennasca (Valtellina, Itàlia), Picotendro o Picoutener (Vall d'Aosta i Ivrea, Itàlia), Picotèner (Carema), Prunent o Prünent (Vall d'Ossola, Itàlia) i Spanna (Novara i Vercelli, Itàlia).